# Paul Sabatier
Paul Sabatier (Carcassonne, 5. studenog 1854. – Toulouse, 14. kolovoza 1941.), francuski kemičar.
- 1912. - Nobelova nagrada za kemiju

## Poveznice
- Sabatierova reakcija